# Palma Nova

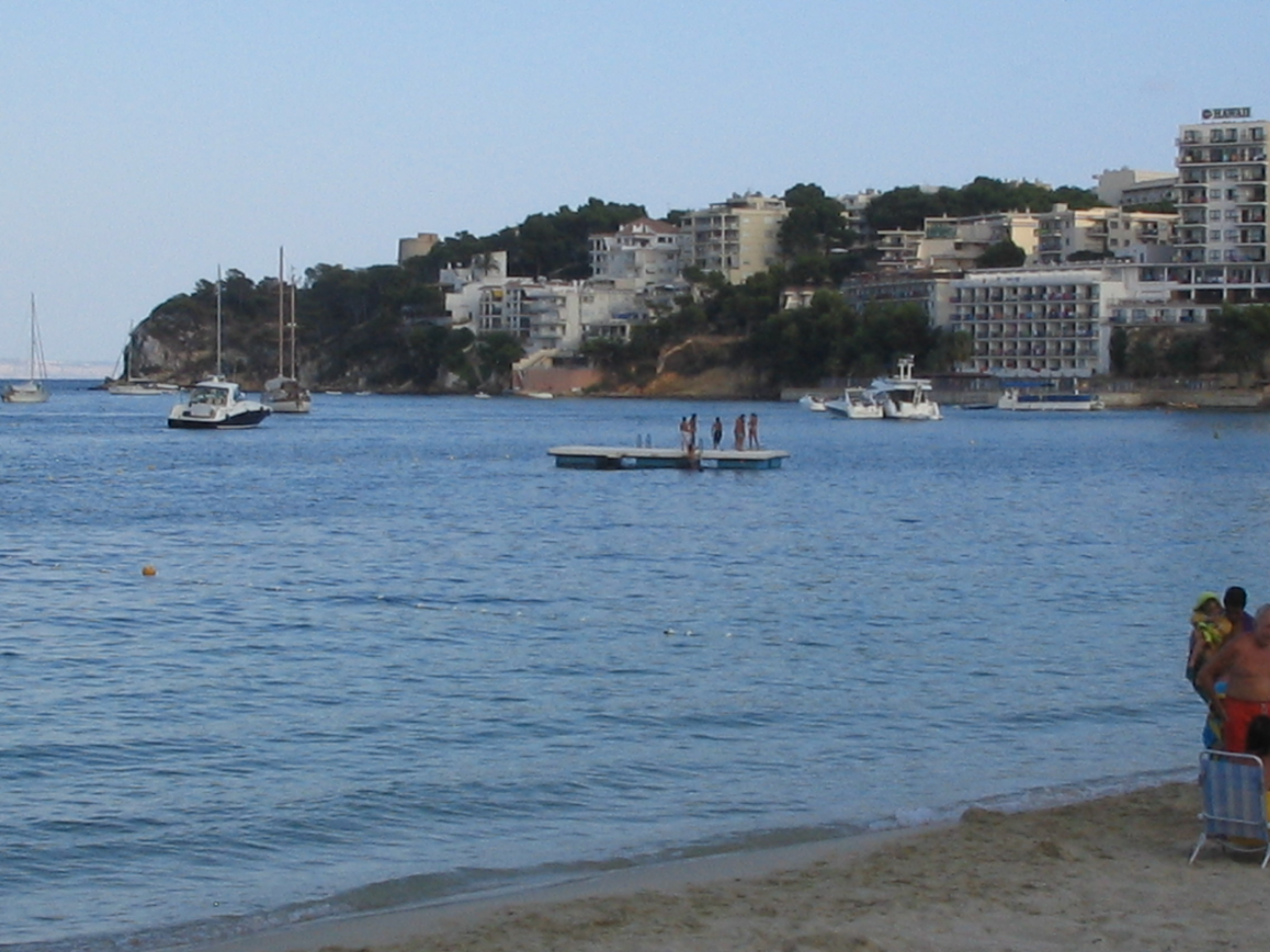
Zatoka w Palma Novej.

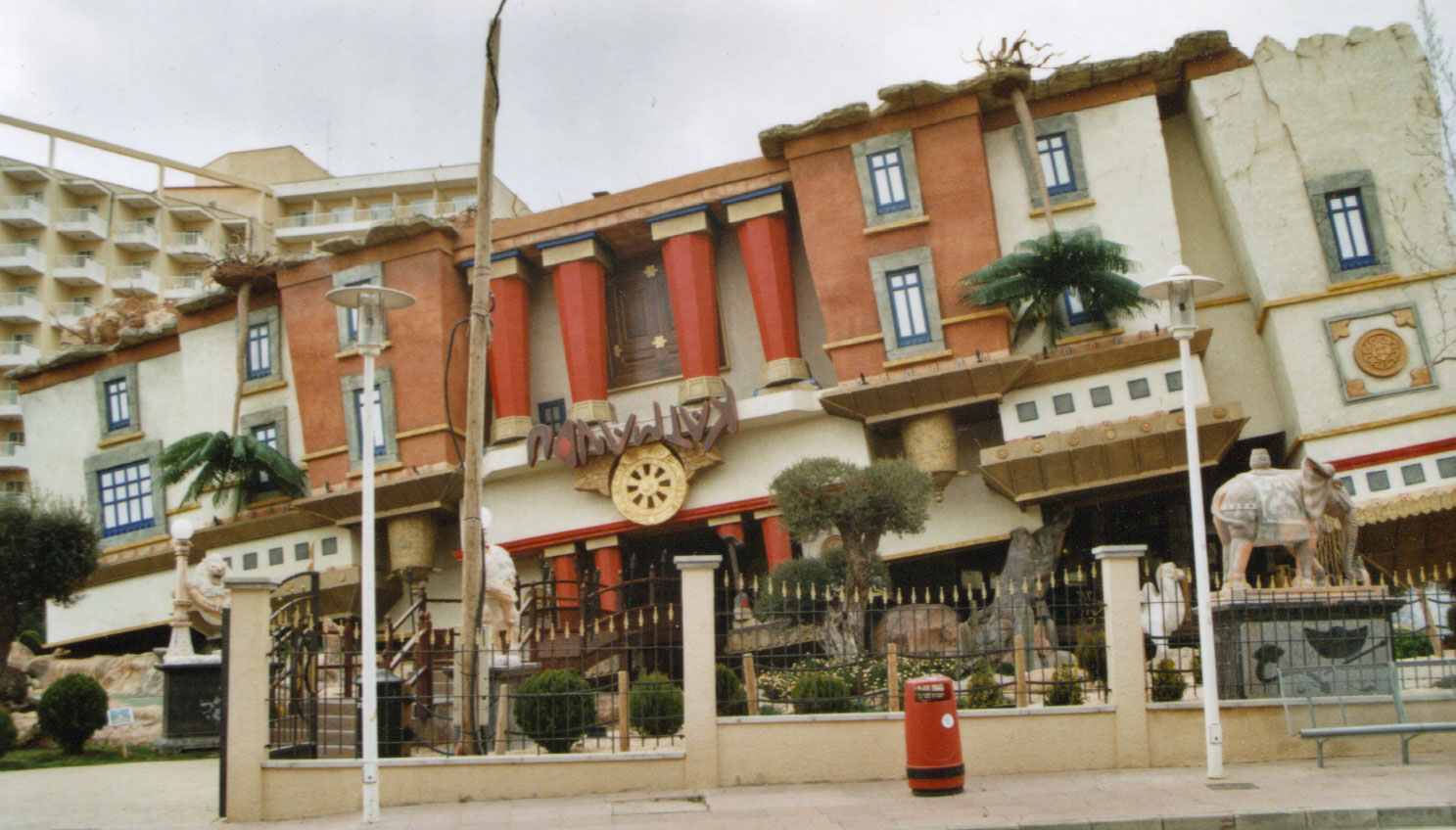
Restauracja "Katmandu" w Palma Novej.

Palma Nova – miejscowość w Hiszpanii, na Balearach, na Majorce, w comarce Serra de Tramuntana, w gminie Calvià.
Według danych INE z 2005 roku miejscowość zamieszkiwało 5975 osób. Numer kierunkowy to +34.